# Kellyanne Conway

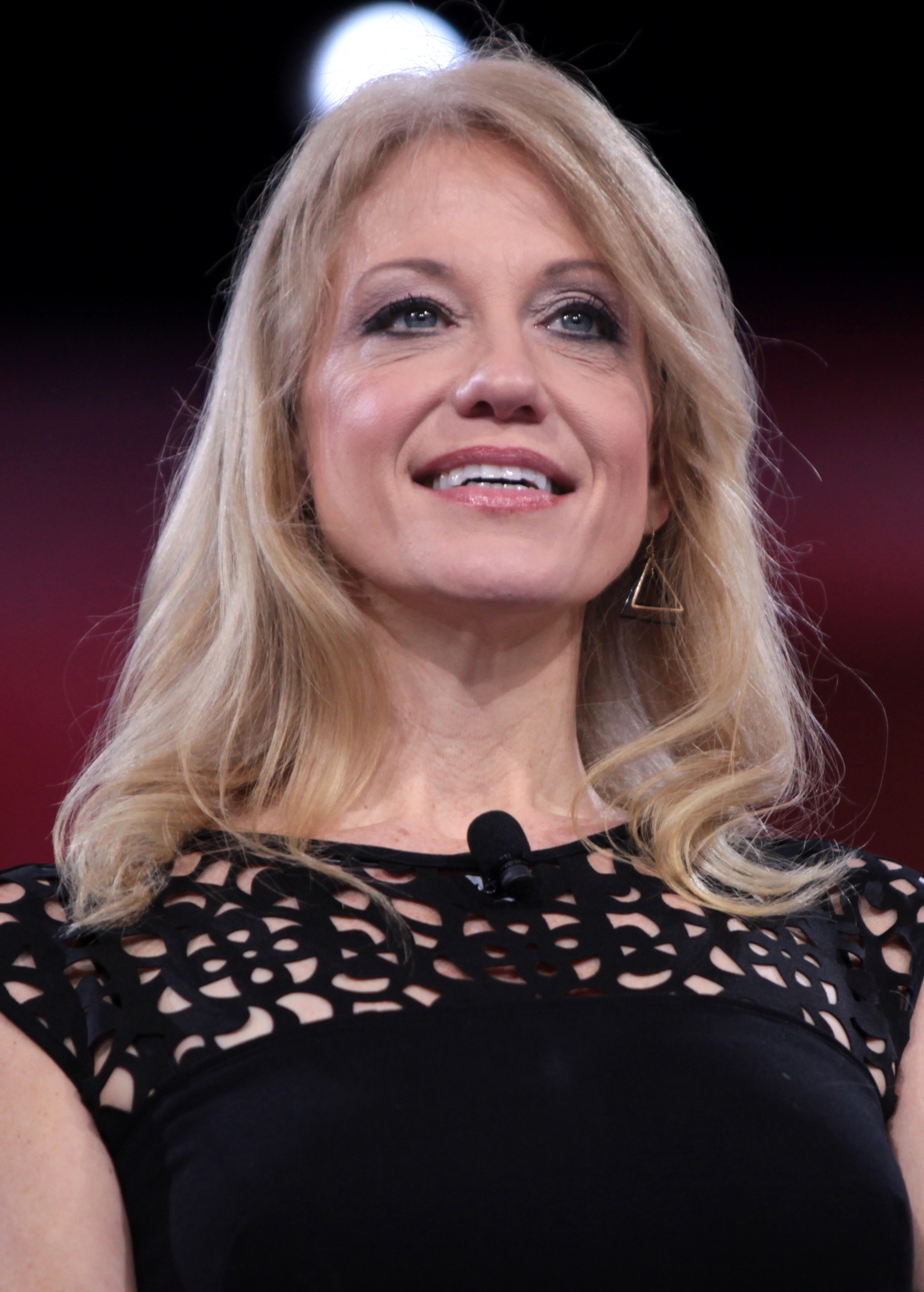
Kellyanne Conway in 2016

Kellyanne Conway (Camden (New Jersey), 20 januari 1967) is een Amerikaans politiek activist, spindoctor en was tot 31 augustus 2020 Counselor to the President van president Donald Trump.
In 2016 steunde Conway Ted Cruz als presidentskandidaat. Nadat Cruz zich terugtrok uit de race stapte ze over naar het team van Donald Trump. Sinds januari 2017 was ze Counselor to the President. Twee dagen na de inauguratie van Trump gebruikte ze bij Meet the Press de term "alternatieve feiten" als eufemisme voor het verdraaien van feiten door Trump, zoals over de opkomstaantallen bij zijn inauguratie. Als counselor kwam ze al snel na haar aantreden breed onder de aandacht in de media, omdat ze Trumps inreisverbod verdedigde met een niet bestaande aanslag, het zogenaamde "bloedbad van Bowling Green". Twee weken later kwam ze opnieuw onder vuur te liggen, omdat ze in haar functie als counselor openlijk reclame maakte voor het bedrijf van Ivanka Trump. Het Bureau voor Overheidsethiek (United States Office of Government Ethics) drong bij het Witte Huis aan op disciplinaire maatregelen, omdat Conway duidelijk misbruik zou hebben gemaakt van haar positie. Doordat haar berichtgeving onbetrouwbaar was, weigerden zenders als MSNBC en CNN haar uit te nodigen als woordvoerder van het Witte Huis.

## Privé
Conway was getrouwd met George Conway, procureur en partner bij het Juridisch kantoor Wachtell, Lipton, Rosen & Katz. Hij schreef het resumé voor het Hooggerechtshof van de Verenigde Staten voor Paula Jones in het kader van de gestarte impeachmentprocedure tegen president Clinton in 1998.
Het echtpaar heeft vier kinderen. Ze woonden in Alpine (New Jersey).
Voorafgaand aan haar huwelijk, had Kellyanne een relatie met wijlen de Republikeinse Senator en presidentskandidaat Fred Thompson.
Vanuit haar rooms-katholieke opvoeding zei Conway in januari 2017 dat ze een praktiserend katholiek wil blijven.
Op grond van haar opvoeding koos Conway "Blueberry" ("bosbes") als haar codenaam voor beveiligingsdoeleinden.
In een interview in september 2018 ten tijde van de confrontatie tussen Christine Blasey Ford en Brett Kavanaugh    met CNN-journalist Jake Tapper, verklaarde Conway dat ze zelf ook slachtoffer is geweest van seksuele intimidatie.

## Boek
In 2005 schreef Conway met Democratisch enquêtrice Celinda Lake het boek What Women Really Want: How American Women Are Quietly Erasing Political, Racial, Class, and Religious Lines to Change the Way We Live (Free Press/Simon & Schuster, 2005, ISBN 0-7432-7382-6).
- Gemeinsame Normdatei: 1124575693
- International Standard Name Identifier: 0000 0000 3623 3835
- Library of Congress Control Number: n2005057319
- Nationale Bibliotheek van Israël: 987007440070805171
- Nationale Bibliotheek van Polen: a0000003535648
- Virtual International Authority File: 56020951
- WorldCat: E39PBJht7cyQyKRtvcJ4kjF7pP